# كيت كامب
كيت كامب (بالإنجليزية: Kate Camp)‏ هي كاتِبة وشاعرة نيوزيلندية، ولدت في 1972 في ويلينغتون في نيوزيلندا.